# Grundfeld
Grundfeld ist ein Gemeindeteil von Bad Staffelstein im oberfränkischen Landkreis Lichtenfels, im sogenannten Gottesgarten am Obermain.

## Geographie
Das Dorf hat 412 Einwohner, die Postleitzahl 96231 (Bad Staffelstein) und die Telefonvorwahl 09571 für Lichtenfels. Grundfeld liegt in der Nähe der Wallfahrtskirche Vierzehnheiligen. Weitere Dörfer in der Umgebung sind Wolfsdorf, Reundorf und Schönbrunn.
Mittelpunkte sind das 1752 erbaute Gemeindehaus und der Platz mit der alten Dorflinde, der als Versammlungsplatz genutzt wird. Es gibt eine Grundschule, die zur Volksschule Unnersdorf gehört.
Durch den Ort verläuft der Fränkische Marienweg.

## Geschichte
Im Jahr 1179 wurde Grundfeld erstmals urkundlich erwähnt.
Am 1. Juli 1976 wurde die Gemeinde in die Stadt Staffelstein eingegliedert.

## Telekommunikation
Am 1. Oktober 2011 wurde VDSL in ganz Grundfeld verfügbar gemacht. Die Leitung lässt sich mit Verträgen mit der CO.DAB nutzen. Laut Quelle ist das Netz nicht mit einem normalen Vertrag mit großen Anbietern wie der Telekom nutzbar.

## Freizeit
Die Jugendgruppe Grundfelder Bachstelzen besteht aus Kindern und Jugendlichen, die Freizeittätigkeiten ausführen. Sie helfen beispielsweise bei dem jährlichen Lindenfest tatkräftig mit. Auch Aktionen wie Bäumchen tragen und Raspeln werden noch nach traditioneller Art ausgeführt. Die Grundfelder Gartenfreunde veranstalten jährlich eine Pflanzenbörse. Grundfeld hat ein Backhaus, genannt „Backofenhäusla“, in dem Brot und andere Backwaren gebacken werden.